# Democracia popular
A democracia popular é uma democracia directa baseada sobre referendos e outros mecanismos de delegação de autoridade e concretização da vontade popular. O conceito evoluiu a partir da filosofia política do populismo como uma versão completamente democrática desta ideologia de delegação de poderes popular, mas desde então tem-se tornado independente dela, e alguns até discutem se elas são antagonísticas ou não-relacionadas agora. Embora a expressão tenha sido usada desde o século XIX e possa ser aplicada à política da Guerra Civil Inglesa, pelo menos a noção (ou a noção na sua forma actual) é considerada recente e só recentemente ficou completamente desenvolvido.

## Usos iniciais do termo e/ou conceito
Algumas figuras, como o produtor, realizador e argumentista de documentários de TV Colin Thomas, vêm os Niveladores, um grupo de resistência a quer à Monarquia Stuart quer à República Inglesa de Oliver Cromwell como grupos de interesse. Thomas vê a linha desta democracia popular a ir através da igreja dissidente, aos revolucionários americanos e mais tarde o sindicalismo britânico.
O Sentido Comum de Thomas Paine é por vezes considerado defendendo uma forma de democracia popular. Andrew Jackson foi considerado um defensor da democracia popular como político e presidente, e a sua presidência é por vezes mesmo considerada como tendo feito a transição de uma república tradicional (Democracia Jeffersoniana) para uma democracia popular (mais participativa e menos elitista) nos Estados Unidos.
Walt Whitman usa a palavra em "vistas democráticas" como descrição de uma noção vaga de democracia de massas com sufrágio universal de um tipo mais ou menos directo e participativo que defendia. Ele admitia que o sistema tinha alguns perigos, mas ele “praticamente justifica-se a si próprio para além das afirmações mais orgulhosas e esperanças mais selvagens dos seus entusiastas. William Jennings Bryan pode ser considerado um popular-democrata pelo seu apoio de uma democracia populista baseada sobre soberania popular.
Teddy Roosevelt é considerado um defensor de uma insurgência popular-democrata contra o grande negócio e o elitismo.
No fim da primeira metade do século XX, os partidos democrata-cristãos preferiam o termo “popular-democratas”/democratas populares a democratas-cristãos.

## Meados do século XX
Na Índia pós-independência, a democracia popular, juntamente com o liberalismo económico e social e o nacionalismo hindu, é considerada uma das principais correntes que tentam definir a política indiana desde 1947.
O Irão é por vezes descrito como tendo uma história de democracia popular em paralelo com a monarquia Pahlevi antes do destronar de Mossadeq e resintaurar do Xá.
Eugene McCarthy foi visto como um campaigner presidencial popular-democrata em 1968.
Em 1969 Muammar al-Gaddafi destrona a monarquia pró-ocidental e cria um sistema que reivindicava ser um democracia popular.

## Final do século XX
Similar a Gaddafi, Hafez al-Assad, oficialmente acabou em 1970 com o Estado de partido único da Síria Ba’ath criado em 1963, declarando (mas não de facto instaurando) a criação de uma democracia popular multipartidária.
Em 1975 al-Gaddafi escreve O Livro Verde, onde ele defende o seu sistema político como uma forma de “democracia directa e popular” baseada (oficialmente sobre a vontade do povo ao invés de parlamentos representativos.
Depois da queda de Ferdinand Marcos em 1986, foi criado nas Filipinas um centro de pesquisa e de pressão chamado Institute for Popular Democracy (Instituto para a Democracia popular), que frequentemente critica “políticas de elite” e defende movimentos sociais reformistas.
Alguns comunistas burquinenses fundaram um grupo que apoiava uma Democracia Popular marxista-leninista (embora com um plano económico de mercado livre) em 1989, a Organização pela Democracia Popular – Movimento do Trabalho. Em 1991, eles renunciaram ao marxismo-leninismo e transformaram à sua democracia popular marxista-leninista numa forma de  filosofia popular-democrata em economia de mercado.
Em 1996, a popular-democrática Organização para a Democracia Popular – Movimento do Trabalho fundiu-se com outros partidos para criar o Congresso para a Democracia e o Progresso, que é o actual partido governante no Burquina Fasso.
A Checoslováquia centrada na sociedade civil de Václav Havel foi considerada outra forma de democracia popular por alguns.

## Hoje
A internet é às vezes considerada como uma parte vital e um exemplo de práticas popular-democráticas modernas.
Alguns grupos marxistas consideram que o actual Médio Oriente está preparado para e deseja a democracia popular (a qual neste contexto pode estar a referir-se à democracia popular marxista) mas que o “planos neoconservadores sobre a região e o poder Americano impedem isto.
Há alguns sinais interpretados por analistas como possibilidades de democracia popular, na Nigéria, Abecásia e Geórgia, e Somalilândia.
Hugo Chávez é por vezes considerado como ou estar a praticar ou simular democracia popular.
Em 2003 foi publicado uma das principais apologias em forma de livro longo da democracia popular, Reclaim the State: Experiments in Popular Democracy (Reclamar o Estado: Experiências em Democracia popular) de Hilary Wainwright, um criticismo quer da Social-Democracia e do Grande governo quer do Neoliberalismo e do Grande negócio.
O movimento democrático chinês por vezes escolhe um sistema popular-democrata como o modelo democrático mais fácil do qual a República Popular da China poderia evoluir para fora do actual sistema de partido único (“democracia popular”), algo que já foi criticado por alguns activistas pela democracia Chineses como uma cedência.

## Valores
Como a Democracia popular é um ideal de democracia directa e participativa baseada sobre bases, não há exactamente valores muito definidos para além de apoio a este tipo de democracia sobre tipos mais representativos. Mas algumas tentativas têm sido feitas para definir ideais popular-democratas baseados em torno da ideia de que esta democracia directa é só um passo para uma democracia plena. Algumas propostas de valores comuns popular-democráticos têm sido:
- Direitos civis (liberdade de expressão, debate e inquétiro)[24]
- Democracia directa[24]
- Mass media respeitáveis, livres-de-viés[24]
- Democracia económica[24]
- Igualdade perante a lei[24]
- Soberania popular[25]
- Antipartidarismo[25]

O orçamento participativo e as políticas do Fórum de Porto Alegre são também associadas com a democracia popular por alguns autores de esquerda.
Como o ideal da democracia popular veio de preposições do populismo (ex: governo popular em democracia é mais justo que parlamentos elitistas; decisões por referendos gerais são mais justos que decisões por grupos limitados como parlamentos e governos), e como as plataformas de certos grupos reivindicando ser popular-democráticos são muito similares àquelas de vários movimentos populistas democráticos e não-democráticos, há discussão sobre a relação entre ambas as filosofias políticas.

## Apoio
O ideal é actualmente apoiado por Glenn Smith (que estava ligado com o Rockridge Institute, uma organização hoje defunta) e muitos outros democratas progressistas, liberais e populistas.
Tomando vantagem do conceito ser vago, muitos partidos numa larga abrangência de ideologias chamam-se Partido Popular-Democrático, Partido Popular Democrático, Partido Popular-Democrata, Partido Popular Democrata ou Partido Democrata Popular ou Partido do Povo Democrático, ou mesmo Partido Democrático Popular ou Partido Democrático do Povo, e apoiam ou reclamam apoiar soberiania popular nalguma forma de democracia popular.
Alistair McConnachie escreve frequentes artigos apoiando a democracia popular para a usina de ideia Sovereignty, a qual ele dirige.
O autodescrito populistas Harry C. Boyte adopta muitos temas popular-democratas na sua defesa de democracia de bases.
Os maoistas nepaleses também apoiam uma forma de democracia popular socialista, não-elitista, a qual pode ser entendida como uma forma de democracia popular maoista, mas baseada mais sobre participação popular e menos sobre partidos de vanguarda.

## Criticismo
Whitman escreveu Vistas Democráticas em resposta a criticismos do sufrágio universal e da democracia plena de Thomas Carlyle em Panfletos dos Últimos Dias, que considerava que o sistema popular-democrático demasiados direitos dados a massas não educadas de pessoas, como o governo devia ser deixado nas mãos de pessoas altamente e aristocratas. Estes criticismos têm sido repetidos numerosas vezes como uma maneira de mostrar a democracia popular como só outra palavra para governo pela populaça.
A ideia de democracia maioritária, baseada na vontade popular, tem sido acusada de faciliar a perseguição de tâmeis do Sri Lanka.
Outras limitações da democracia popular têm sido indicadas na sua relação com outros movimentos sociais (como feminismo e sindicalismo).